# Žrvanj
Žrvanj (en serbe cyrillique : Жрвањ) est un village de Bosnie-Herzégovine. Il est situé dans la municipalité de Ljubinje et dans la république serbe de Bosnie. Selon les premiers résultats du recensement bosnien de 2013, il compte 44 habitants.

## Démographie

### Évolution historique de la population dans la localité
| 1948 | 1953 | 1961 | 1971 | 1981 | 1991 | 2013 |
| ---- | ---- | ---- | ---- | ---- | ---- | ---- |
| 384  | 389  | 415  | 368  | 199  | 99,  | 44   |

|  |

### Répartition de la population par nationalités (1991)
En 1991, les 99 habitants du village étaient tous serbes.

### Communauté locale
En 1991, la communauté locale de Žrvanj comptait 249 habitants, tous serbes.